# Valdemimbre
Valdemimbre o Dehesa de Valdemimbre es una pedanía de España en la provincia de Zamora, comunidad autónoma de Castilla y León, considerado parte de la comarca de la Tierra del Vino.
Se encuentra situado en el término municipal de Sanzoles. 
Actualmente tras muchos años de despoblamiento ha vuelto a tener población.
El pueblo es muy pequeño, contando con una única calle con unas pocas casas, de las que destaca la que pertenecía tradicionalmente al dueño de la dehesa. Esta casa cuenta con una pequeña capilla.
El acceso al lugar no está señalizado y es mediante un camino sin asfaltar, que tiene su origen un poco antes de la entrada a Sanzoles.
Históricamente el lugar se citaba ya en documentos medievales.
Manuel Gómez-Moreno en su Catálogo Monumental de la Provincia de Zamora citó la aparición de unas losas de mármol de gran tamaño que podrían tener un posible origen romano. Se conserva el emplazamiento de un castro celta. Existe un sarcófago de piedra procedente de la zona de Sayago con sección trapezoidal y tapa de piedra a dos aguas colocada en la zona denominada "la tronera" no se ha conseguido fechar ni determinar su origen. 
En la actualidad la empresa FAGESA es la continuadora de la actividad ganadera de la dehesa.
- Datos: Q9092278